# Diocesi di Orano

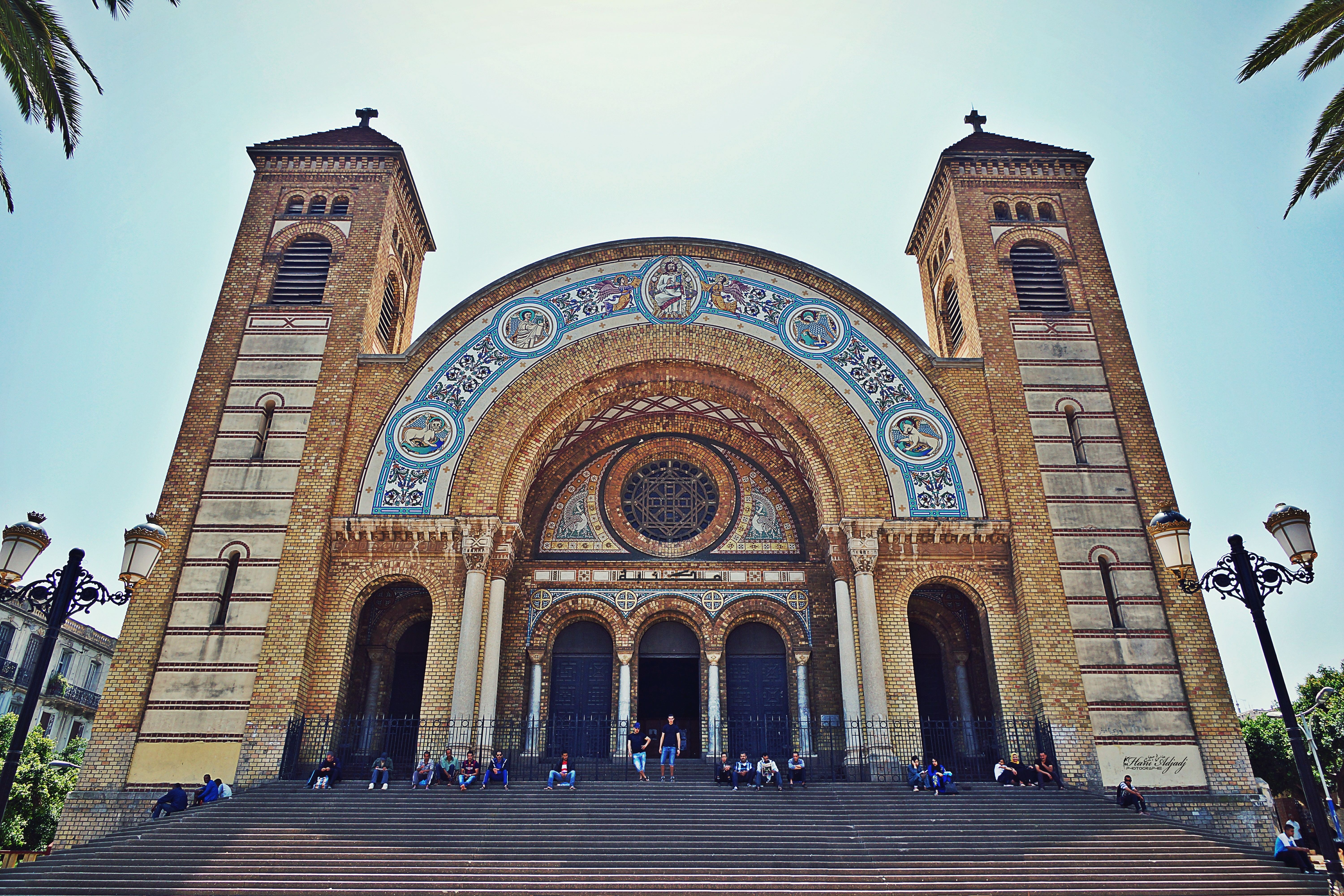
L'ex cattedrale del Sacro Cuore di Orano.

La diocesi di Orano (in latino Dioecesis Oranensis) è una sede della Chiesa cattolica in Algeria suffraganea dell'arcidiocesi di Algeri. Nel 2023 contava 1.630 battezzati su 10.712.760 abitanti. È retta dal vescovo Davide Carraro, P.I.M.E.

## Territorio
La diocesi comprende la parte nord-occidentale dell'Algeria; copre per intero i wilāyāt di Aïn Témouchent, Mascara, Mostaganem, Orano, Relizane, Saida, Sidi Bel Abbès e Tlemcen; e in parte quelli di Tiaret e di Naâma.
Sede vescovile è la città di Orano, dove si trova la cattedrale di Santa Maria. A Orano si trovano anche due ex cattedrali: San Luigi, che fu cattedrale dal 1866 al 1913, e Sacro Cuore, cattedrale dal 1913 al 1984, entrambe requisite dalle autorità statali e ora adibite a usi secolari (la prima come scuola e la seconda come biblioteca).
Il territorio si estende su 77.353 km² ed è suddiviso in 6 parrocchie.

## Storia
La diocesi è stata eretta il 25 luglio 1866 con la bolla Supremum pascendi di papa Pio IX, ricavandone il territorio dalla diocesi di Algeri, che è stata contestualmente elevata ad arcidiocesi metropolitana.
Nei primi secoli c'erano non meno di 123 diocesi nella Mauritania cesariense e tingitana. Un'importante sede nell'attuale diocesi fu Tlemcen (l'antica Pomaria), di cui si ricorda il vescovo san Longino, che fu esiliato all'epoca della persecuzione dei Vandali (484). Sebbene gli arabi (708) avessero distrutto molte chiese, secondo Abou-Obed-el-Bekrii nel 963 a Tlemcen esistevano ancora chiese e cristiani. Fino al 1254 si ha notizia di truppe cristiane al servizio dei re mori di Tlemcen; da una bolla di papa Niccolò IV (1290) appare che un vescovo del Marocco, legato della Santa Sede, avesse giurisdizione sulla regione, rovinata da una violenta persecuzione nella seconda metà del XIII secolo.
Orano, probabilmente di origine mora, venne conquistata dagli spagnoli nel 1509. La spedizione contro Tlemcen, guidata dal conte d'Alcaudette capitano generale dal 1534 al 1538, fu una sorta di crociata. Gli spagnoli governarono fino al 1708, e ancora dal 1732 al 1792. A seguito della richiesta del Bey di protezione alla Francia, i francesi occuparono Orano (10 dicembre 1830).
Nel 1849 venne istituito il pellegrinaggio a Notre-Dame du Salut a Santa Cruz. Prima della legge sulle associazioni del 1901 la diocesi ospitava gesuiti, lazzaristi e diversi ordini religiosi dediti all'insegnamento, di cui uno nativo della diocesi, i fratelli di Nostra Signora dell'Annunciazione, con casa madre a Misserghin. Sono numerose le suore trinitarie, con casa madre a Valence (Drôme).
Nel 1901 la diocesi contava 273.527 europei, esclusi i soldati francesi; nel 1905 c'erano 5 parrocchie canoniche, 77 parrocchie succursali, 13 curazie remunerate dallo stato, 14 preti ausiliari.
Il 1º agosto 1996 il vescovo Pierre Lucien Claverie fu ucciso in seguito a una bomba collocata nel vescovado da estremisti alcune settimane dopo l'assassinio dei monaci di Tibhirine; il 26 gennaio 2018 ne è stato riconosciuto il martirio ed è stato beatificato l'8 dicembre dello stesso anno.
Il 14 gennaio 2020 la diocesi è passata dalla giurisdizione della Congregazione per i vescovi alla giurisdizione della Congregazione per l'evangelizzazione dei popoli (oggi Dicastero per l'evangelizzazione).

## Cronotassi dei vescovi
Si omettono i periodi di sede vacante non superiori ai 2 anni o non storicamente accertati.
- Jean-Baptiste-Irénée Callot † (12 gennaio 1867 - 1º novembre 1875 deceduto)
- Louis-Joseph-Marie-Ange Vigne † (1º marzo 1876 - 30 gennaio 1880 nominato vescovo di Digne)
- Pierre-Marie-Etienne-Gustave Ardin † (12 febbraio 1880 - 10 gennaio 1884 nominato vescovo di La Rochelle)
- Noël-Mathieu-Victor-Marie Gaussail † (10 gennaio 1884 - 2 marzo 1886 nominato vescovo di Perpignano-Elne)
- Géraud-Marie Soubrier † (2 marzo 1886 - 24 marzo 1898 dimesso[4])
- Edouard-Adolphe Cantel † (8 luglio 1898 - 10 dicembre 1910 deceduto)
- Pierre-Firmin Capmartin † (19 febbraio 1911 - 25 dicembre 1914 deceduto)
- Christophe-Louis Légasse † (6 dicembre 1915 - 13 agosto 1920 nominato vescovo di Périgueux)
- Léon-Auguste-Marie-Joseph Durand † (11 ottobre 1920 - 20 marzo 1945 deceduto)
- Bertrand Lacaste † (29 dicembre 1945 - 30 novembre 1972 ritirato)
- Henri Antoine Marie Teissier † (30 novembre 1972 - 20 dicembre 1980 nominato arcivescovo coadiutore di Algeri)
- Beato Pierre Lucien Claverie, O.P. † (25 maggio 1981 - 1º agosto 1996 deceduto)
- Alphonse Georger (10 luglio 1998 - 1º dicembre 2012 ritirato)
- Jean-Paul Vesco, O.P. (1º dicembre 2012 - 27 dicembre 2021 nominato arcivescovo di Algeri)[5]
- Davide Carraro, P.I.M.E., dal 22 ottobre 2023

## Statistiche
La diocesi nel 2023 su una popolazione di 10.712.760 persone contava 1.630 battezzati, corrispondenti allo 0,0% del totale.
| anno | popolazione | popolazione | popolazione | presbiteri | presbiteri | presbiteri | presbiteri                | diaconi | religiosi | religiosi | parrocchie |
| anno | battezzati  | totale      | %           | numero     | secolari   | regolari   | battezzati per presbitero | diaconi | uomini    | donne     | parrocchie |
| ---- | ----------- | ----------- | ----------- | ---------- | ---------- | ---------- | ------------------------- | ------- | --------- | --------- | ---------- |
| 1950 | 355.000     | 1.990.000   | 17,8        | 155        | 103        | 52         | 2.290                     |         | 62        | 390       | 102        |
| 1970 | 13.500      | 3.000.000   | 0,5         | 69         | 43         | 26         | 195                       |         | 37        | 195       | 25         |
| 1980 | 10.000      | 4.651.000   | 0,2         | 34         | 18         | 16         | 294                       |         | 17        | 84        | 18         |
| 1990 | 7.000       | 5.599.000   | 0,1         | 27         | 13         | 14         | 259                       |         | 14        | 60        | 13         |
| 1999 | 400         | 7.250.000   | 0,0         | 19         | 7          | 12         | 21                        |         | 12        | 47        | 5          |
| 2000 | 400         | 7.250.000   | 0,0         | 20         | 8          | 12         | 20                        |         | 12        | 49        | 5          |
| 2001 | 400         | 7.250.000   | 0,0         | 20         | 8          | 12         | 20                        |         | 12        | 50        | 6          |
| 2002 | 400         | 7.250.000   | 0,0         | 19         | 7          | 12         | 21                        |         | 12        | 51        | 7          |
| 2003 | 400         | 7.250.000   | 0,0         | 20         | 7          | 13         | 20                        |         | 13        | 47        | 7          |
| 2004 | 400         | 7.250.000   | 0,0         | 20         | 7          | 13         | 20                        |         | 16        | 47        | 7          |
| 2007 | 400         | 7.754.000   | 0,0         | 18         | 5          | 13         | 22                        |         | 18        | 43        | 8          |
| 2010 | 800         | 8.149.159   | 0,0         | 13         | 4          | 9          | 61                        |         | 17        | 32        | 6          |
| 2013 | 5.000       | 8.645.000   | 0,1         | 14         | 5          | 9          | 357                       |         | 16        | 34        | 6          |
| 2016 | 1.500       | 9.206.318   | 0,0         | 11         | 5          | 6          | 136                       |         | 16        | 41        | 6          |
| 2019 | 1.500       | 9.800.000   | 0,0         | 14         | 6          | 8          | 107                       |         | 23        | 36        | 6          |
| 2021 | 1.560       | 10.322.520  | 0,0         | 10         | 2          | 8          | 156                       |         | 18        | 31        | 6          |
| 2023 | 1.630       | 10.712.760  | 0,0         | 13         | 5          | 8          | 125                       |         | 17        | 34        | 6          |